# Guillaume Malet
Pour les articles homonymes, voir Malet.
Guillaume Malet († vers 1071), seigneur de Graville (près du Havre) et d'Eye (Suffolk), est un baron anglo-normand, compagnon de Guillaume le Conquérant.

## Biographie
Son parentage n'est pas connu. Son père est probablement le seigneur de Graville précédent qui tenait de nombreux fiefs des Giffard dans la même région du pays de Caux. Si on en croit le Carmen de Hastingae Proelio, sa mère serait d'origine anglo-saxonne et Guillaume Malet serait apparenté au roi Harold II d'Angleterre. Des légendes associant son beau-fils Turold le shérif à Godgifu de Mercie, belle-mère d'Harold II, indiquent une possible relation entre sa mère et les comtes de Mercie ou leurs femmes. Ses possessions en Normandie sont dans le Pays de Caux et dans le pays de Caen, son principal château étant à Graville.
Il épouse Esilia, fille de Gilbert Crespin, châtelain de Tillières dans le sud-est du duché de Normandie. En 1066, il est l'un des compagnons de Guillaume le Conquérant et combat à Hastings. On lui attribue l'enterrement du corps d'Harold II sur la plage, car il lui serait apparenté. Il est un serviteur loyal du roi, et celui-ci le tient probablement en haute estime. 
En 1068, durant les campagnes du Conquérant dans le Nord, il est nommé châtelain de York et shérif du Yorkshire. En septembre 1069, York est assiégé par une coalition de Danois et d'Anglo-Saxons. La garnison normande est décimée et Guillaume brièvement retenu captif. Il réussit à s'enfuir avec sa famille et quelques autres, avant que les secours normands n'arrivent. Il est ensuite occupé à réprimer la révolte menée par Hereward l'Exilé dans les Fens. Il meurt très probablement dans cette campagne vers 1071.
À sa mort, il a accumulé de nombreux domaines en Angleterre, principalement dans le Norfolk, l'Essex, le Bedfordshire, le Nottinghamshire et le Suffolk. Il est notamment propriétaire du vaste honneur d'Eye dans le Suffolk. Son fils et héritier Robert lui succède.

## Famille et descendance
Il épouse Esilia, fille de Gilbert Crespin, châtelain de Tillières. Il a de nombreux enfants, mais seuls quelques-uns ont pu être identifiés :
- Robert († 1107), seigneur de Graville et de Eye, haut chambellan d'Angleterre
- Guillaume (II) Malet († 1121), seigneur de Graville et de Eye[3]
- Béatrice[4], épouse Guillaume[5] vicomte d´Arques, fils de Godefroi Giffard vicomte d´Arques ;
- une fille non nommée qui épouse Alfred de Lincoln ;
- une fille non nommée qui épouse Turold le shérif ;
- Durand est probablement son fils et non son frère.

### Sources
- K. S. B. Keats-Rohan, « Malet, William (d. 1071?) », dans l'Oxford Dictionary of National Biography, Oxford University Press, 2004. Accédé en novembre 2008.